# Gustav Grüner Schøller
Gustav Grüner Schøller (14. februar 1754 på Margård – 10. august 1810 sammesteds) var en dansk godsejer og officer.
Han var søn af Christian Casparsen Schøller (1706-1778) og Ebba Ovidia Grüner (1720-1793), som var datter af general Gustav Grüner. 1778 overtog han herregården Margård. Han var også officer og sluttede sin militære karriere som generalmajor.
4. februar 1790 blev han gift i Garnisons Kirke med Vibeke Charlotte Trolle (8. marts 1756 – 20. august 1821), datter af Palle Christian Trolle (1719-1768) og Friderica Charlotte baronesse Juel-Vind (1723-1761). De var barnløse, og godset overgik til en brodersøn. Georg Schøller var plejebarn hos parret.
Han er begravet på Søndersø Kirkegård.